# Foncine-le-Bas
Foncine-le-Bas är en kommun i departementet Jura i regionen Bourgogne-Franche-Comté i östra Frankrike. Kommunen ligger i kantonen Les Planches-en-Montagne som tillhör arrondissementet Lons-le-Saunier. År 2022 hade Foncine-le-Bas 203 invånare.

## Befolkningsutveckling
Antalet invånare i kommunen Foncine-le-Bas
Referens:INSEE